# Eleoncio Mercedes
Eleoncio Mercedes (12 de septiembre de 1957 - 22 de diciembre de 1985) fue un boxeador dominicano, primer dominicano campeón mundial de boxeo del peso mosca y primer boxeador dominicano en unos Juegos Olímpicos. 
Nacido en La Romana, República Dominicana, Eleoncio ganó la medalla de plata en los 48 kilogramos de los Juegos Panamericanos en México en 1975, esta hazaña lo hizo ser elegido para participar en los Juegos Olímpicos del 1976, formando parte de la delegación que representaba a la República Dominicana en la ciudad de Montreal, durante su carrera este boxeador dominicano pudo obtener 59 peleas ganadas y solo 6 perdidas.
En 1978 comienza su debut como profesional del boxeo en una pelea celebrada en Las Vegas, Estados Unidos. La primera pelea que tuvo en República Dominicana fue en la ciudad de Santo Domingo.
Conseguirá el título mundial del peso mosca WBC el 6-11-1982 al vencer a los puntos en 15 asaltos al campeón mexicano
Freddy Castillo.
Unos días antes de Navidad en 1985, Mercedes fue abatido a tiros por un policía en su ciudad natal La Romana , con solo 28 años.
En lo que podrían llamarse circunstancias poco claras, tras una discusión personal por motivos de tránsito un agente le disparó varios tiros provocándole la muerte. Supuestamente el boxeador le había sacado un arma al agente.
Tenía un récord de 28 combates con 14 victorias, 12 derrotas y 2 empates, con 3 victorias por nocaut. 

## Legado
Como legado dejó en la ciudad de La Romana la inspiración a los aspirantes a boxeadores y atletas en general, el Polideportivo de la ciudad de La Romana lleva su nombre.